# Jagdgeschwader 231
231-ша винищувальна ескадра (нім. Jagdgeschwader 231 (JG 231) — винищувальна ескадра Люфтваффе, що існувала у складі повітряних сил вермахту напередодні Другої світової війни. 1 травня 1939 року її формування пішли на створення 3-ї (JG 3) та 2-ї важкої винищувальних ескадр (ZG 2).

## Історія
231-ша винищувальна ескадра заснована 7 листопада 1938 року на аеродромі Бернбург шляхом перейменування I. і II. груп JG 137 та реорганізації штабу ескадрильї. Штаб ескадрильї був сформований у Бернбурзі-на-Заале та оснащений винищувачами Messerschmitt Bf 109 D-1. Групи I та II також формувалися в Бернбурзі і були оснащені однотипними літаками, а у квітні 1939 року розпочалося їхнє переоснащенні на Messerschmitt Bf 109 E-1. 1 травня 1939 року ескадра була переформована: її штаб став штабом Jagdgeschwader 3, група I стала I./Zerstörergeschwader 2, а група II стала I./Jagdgeschwader 3.

## Командування

### Командири
штаб (Stab/JG 231)
- оберстлейтенант Макс-Йозеф Ібель (нім. Max Ibel) (7 листопада 1938 — 1 травня 1939)

1-ша група (I./JG 231)
- гауптман Йоганнес Гентцен (нім. Johannes Gentzen) (7 листопада 1938 — 1 травня 1939);

2-га група (II./JG 231)
- майор Отто-Генріх фон Гувальд (нім. Otto-Heinrich von Houwald) (7 листопада 1938 — 1 травня 1939)

## Бойовий склад 231-ї винищувальної ескадри
- Штаб (Stab/JG 231)
- 1-ша група (I./JG 231)
- 2-га група (I./JG 231)